# Ko Takamoro
Ko Takamoro (高師 康, Takamoro Ko, Saitama, 9 november 1907 – 26 maart 1995) was een Japans voetballer die als verdediger speelde.

## Clubcarrière
Takamoro speelde voor Saitama Shukyu-Dan en Waseda WMW. Takamoro veroverde er in 1928 de Beker van de keizer.

## Japans voetbalelftal
Ko Takamoro maakte op 27 augustus 1927 zijn debuut in het Japans voetbalelftal tijdens een Spelen van het Verre Oosten tegen China. Ko Takamoro debuteerde in 1927 in het Japans nationaal elftal en speelde 2 interlands.

## Statistieken
| Japans voetbalelftal | Japans voetbalelftal | Japans voetbalelftal |
| Jaar                 | Wed.                 | Dlp.                 |
| -------------------- | -------------------- | -------------------- |
| 1927                 | 2                    | 0                    |
| Totaal               | 2                    | 0                    |